# Борго Риналдини (Тревизо)
Борго Риналдини је насеље у Италији у округу Тревизо, региону Венето.
Према процени из 2011. у насељу је живело 34 становника. Насеље се налази на надморској висини од 10 м.